# النواة تحت اللسان
النَّواة تَحْتَ اللِّسان هي إحدى النواتين من المادة الرمادية في مادة التشكل الشبكي، وتقعُ بالقرب من الجانب الظهراني لنقير النواة الزيتونية السفلية [الإنجليزية]. تُسمى هذه النواة أيضًا باسم نواة رولر أو النواة المركزية السفلية.